# Walraad van Schaumburg-Lippe

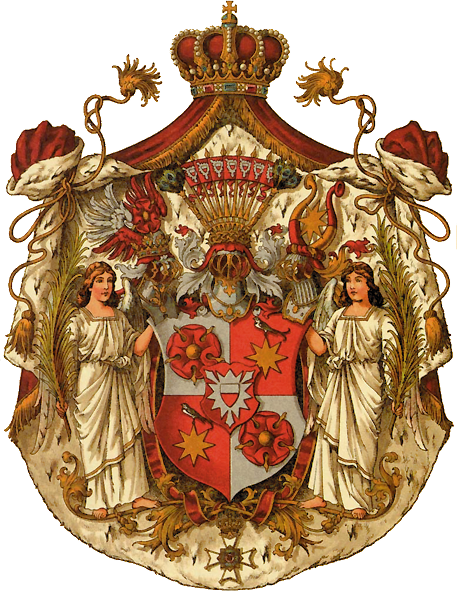
Wapen van Schaumburg-Lippe

Ernst Walraad van Schaumburg-Lippe (Stadthagen, 19 april 1887 - Hannover, 15 juni 1962 was een prins uit het Huis Schaumburg-Lippe en hoofd van dat Huis van 1936 tot aan zijn dood.
Hij was de vierde zoon en het vierde kind van vorst George van Schaumburg-Lippe en Maria Anne van Saksen-Altenburg. Een van zijn broers (Maurits) overleed in 1920 terwijl een ander ouder broertje in zijn eerste levensjaar stierf. Zijn oudste broer, die als Adolf II de laatst regerend vorst van Schaumburg-Lippe was geweest, kwam in 1936 met zijn vrouw om bij een vliegtuigcrash boven Mexico toen hun vliegtuig neerstortte in een bergpas tussen de vulkanen Popocatépetl en Iztaccíhuatl. Sindsdien was Walraad het hoofd van de familie. Het grootste deel van zijn leven woonde Ernst Walraad van Schaumburg-Lippe in Kasteel Hagenburg, een zomerresidentie van zijn adellijke familie.
Walraad was van 1936 tot het eind van de Tweede Wereldoorlog als cavalerieofficier aangesloten bij de SA en diende vanaf 1940 in het huidige Polen, echter niet direct aan het front. Hij was vermoedelijk betrokken bij de inbeslagname door de Duitse bezetter van Poolse landerijen en ander goed, die in sommige gevallen in het bezit van Joden geweest waren. Hij gold als aanhanger van het nationaalsocialisme. Walraad was eigenaar en exploitant van het deftige kuuroord Bad Eilsen, dat hij in de Tweede Wereldoorlog aan de vliegtuigfabrikant Focke-Wulf had verpacht. Na de oorlog was het in vervallen staat geraakt, waarna Walraad het in 1957 verkocht aan een verzekeringsmaatschappij.
Hij trouwde in 1925 met zijn achternicht Bathilidis, enige dochter van Albrecht van Schaumburg-Lippe en Elsa van Württemberg. Het paar kreeg vier kinderen:
- George Willem (1926-1945)
- Filips Ernst (1928-2003)
- Constantijn (1930)
- Victoria Louise van Schaumburg-Lippe (1940)